# Ali Al-Habsi
Ali Abdullah Harib Al-Habsi (Arabisch: علي بن عبد الله بن حارب الحبسي) (Masqat, 30 december 1981) is een Omaans doelman in het betaald voetbal. Hij tekende in juli 2017 een contract bij Al-Hilal. Dat lijfde hem transfervrij in nadat zijn verbintenis bij Reading afliep.

## Clubcarrière
Lyn Oslo haalde Al-Habsi in 2003 naar Europa. Bij het Noorse team speelde hij in totaal drie seizoenen. Daarna ging hij naar Bolton Wanderers, op dat moment actief in de Premier League. Hier was Al-Habsi vier jaar lang reservedoelman. In 2010 speelde hij tien competitiewedstrijden. De rest van zijn tijd in Bolton bracht hij door op de bank. Ádám Bogdán nam in 2010 zijn rol als reservedoelman over en Bolton verhuurde Al-Habsi aan Wigan Athletic, dan eveneens actief in de Premier League. Hier stond hij dat seizoen 34 wedstrijden in het doel, waarop de club hem in 2011 definitief overnam. Bij Wigan speelde hij meer dan 100 competitiewedstrijden, nog twee seizoenen in de Premier League en daarna twee in de Championship. Wigan degradeerde in 2015 naar de League One en verlengde zijn aflopende contract niet meer. Daarop tekende Al-Habsi in juli 2015 een contract tot medio 2017 bij Reading, de nummer negen van de Championship in het voorgaande seizoen. In 2017 ging hij naar Al-Hilal uit Saoedi-Arabië.

## Interlandcarrière
Al-Habsi debuteerde in 2002 in het Omaans voetbalelftal. Hij speelde meer dan honderd interlands, onder meer tijdens vier Gulf Cups, waarin hij telkens tot beste doelman van het toernooi werd verkozen.

## Erelijst
Wigan Athletic
- FA Cup

2013